# هاروئو تاناکا
هاروئو تاناکا ((به ژاپنی: 田中 春男 Tanaka Haruo)؛ ۵ مارس ۱۹۱۲ – ۲۱ فوریهٔ ۱۹۹۲) یک هنرپیشه اهل ژاپن بود.
از فیلم‌ها یا برنامه‌های تلویزیونی که وی در آن نقش داشته است می‌توان به زیستن، علف‌های شناور، ریکشا ران، عاشقان مصلوب، از جوانی گله‌ای نداریم، در اعماق، ضیافت، سامورایی ۳: دوئل در جزیره گان‌ریو اشاره کرد.